# Bella Coola
|                       | Jan   | Feb   | Mär   | Apr  | Mai  | Jun  | Jul  | Aug  | Sep   | Okt   | Nov   | Dez  |   |         |
| Mittl. Tagesmax. (°C) | 1,6   | 4,6   | 9,1   | 13,5 | 17,1 | 19,5 | 22,1 | 22   | 18,1  | 11,7  | 5,1   | 1,7  | ⌀ | 12,2    |
| Mittl. Tagesmin. (°C) | −3,7  | −2,3  | −0,1  | 2,7  | 6,1  | 9,3  | 11,4 | 11,3 | 8     | 4,4   | 0     | −2,8 | ⌀ | 3,7     |
|                       |       |       |       |      |      |      |      |      |       |       |       |      |   |         |
| Niederschlag (mm)     | 230,5 | 145,4 | 120,8 | 89   | 63,9 | 64,3 | 53,8 | 62,2 | 115,1 | 231,9 | 243,4 | 232  | Σ | 1.652,3 |

| −3,7 |

| −2,3 |

| −0,1 |

| 2,7 |

| 6,1 |

| 9,3 |

| 11,4 |

| 11,3 |

| 8 |

| 4,4 |

| 0 |

| −2,8 |

| −3,7 |

| −2,3 |

| −0,1 |

| 2,7 |

| 6,1 |

| 9,3 |

| 11,4 |

| 11,3 |

| 8 |

| 4,4 |

| 0 |

| −2,8 |

Bella Coola ist eine Siedlung, ein „Unincorporated place“, an der Mündung des Bella Coola River in den North Bentinck Arm des Burke Channel im Westen der kanadischen Provinz British Columbia. Bella Coola ist Hauptort des Central Coast Regional District, allerdings keine eigenständige Gemeinde.

## Lage
Neben der Siedlung Bella Coola liegen im Tal des Bella Coola River noch die Siedlungen Lower Bella Coola, Hagensborg, Saloomt, Nusatsum, Firvale und Stuie sowie das Indian reserve „Bella Coola 1“. Die Siedlungen liegen alle im Great Bear Rainforest.

## Geschichte
Das Tal des Bella Coola River ist traditionelles Siedlungsgebiet der Nuxalk, welche auch als Bella Coola bezeichnet werden.
Im Jahr 1793 beendete der von Osten kommende Alexander MacKenzie in der Nähe der Siedlung, im heutigen Sir Alexander Mackenzie Provincial Park, die erste nachgewiesene Durchquerung Nordamerikas von Ost nach West. Die Errichtung eines Handelspostens der Hudson’s Bay Company im Tal des Flusses führte nicht zur erhofften Besiedlung des Tals. Erst als sich um 1890 eine aus Wisconsin stammende Gruppe norwegischer Lutheraner im Tal niederließ und die Siedlung Hagensborg gründete, stieg die Bevölkerungsdichte im Tal an. Die zuvor durch eine Pockeninfektion dezimierte indigene Bevölkerung ließ sich nahe dem Handelsposten an der Flussmündung nieder. 
Heute bezeichnen sich etwa 45 % der Bevölkerung als Nuxalk, wogegen sich nur noch etwa 10 % der rund 2.100 Einwohner im gesamten Bella Coola-Tal als norwegischstämmig benennen.
Das Tal wird durch sein großräumiges Einzugsgebiet bei Staulagen regelmäßig überflutet, die letzte große Flutkatastrophe ereignete sich im September 2011.

## Demographie
Der Zensus im Jahr 2021 ergab für die Siedlung eine Bevölkerung von 162 Einwohnern, nachdem der Zensus im Jahr 2016 für die Siedlung noch eine Bevölkerung von nur 148 Einwohnern ergeben hatte. Die Bevölkerung hat damit im Vergleich zum letzten Zensus im Jahr 2016 leicht stärker als der Trend in der Provinz um 9,5 % zugenommen, während der Provinzdurchschnitt bei einer Bevölkerungszunahme von 7,6 % lag. Im letzten Zensuszeitraum von 2011 bis 2016 hatte die Bevölkerung noch weit überdurchschnittlich um 55,8 % zugenommen, bei einer durchschnittlichen Bevölkerungszunahme von 5,6 % in der Provinz.
Im Rahmen des „Census 2021“ wurde für die Siedlung Bella Coola ein Medianalter von 46,2 Jahren ermittelt. Das Medianalter der Provinz lag 2021 bei 43,1 Jahren. Das örtliche Durchschnittsalter lag bei 47,6 Jahren, bzw. bei 42,3 Jahren in der Provinz. Beim „Census 2016“ wurde für die Gemeinde noch ein Medianalter von 38,0 Jahren ermittelt sowie für die Provinz von 43,0 Jahren und ein örtliches Durchschnittsalter von  41,0 Jahren bzw. von 42,3 Jahren in der Provinz.
Für das gesamte Bella Coola-Tal ergab der „Census 2021“ eine Bevölkerung von 2.162 Einwohnern (Central Coast C: 661, Central Coast D: 403, Central Coast E: 162, Bella Coola 1: 937).

## Wirtschaft
Neben den Aufgaben der Siedlung als administratives Zentrum einer 24.559,5 km² großen Region spielen Holz- und Fischwirtschaft, vor allem der Lachsfang eine entscheidende Rolle. Die Landwirtschaft war aufgrund der geographischen und klimatischen Gegebenheiten nur von untergeordneter Bedeutung. Der Handel mit land- und forstwirtschaftlichen Produkten ist hingegen wichtig.
Der Tourismus, insbesondere durch die Möglichkeiten zum Heliskiing in den Bergen der Coast Mountains, gewinnt an Bedeutung.

## Verkehr
Das Tal des Bella Coola River wird durch den nicht durchgehend asphaltierten, 456 km langen Highway 20 – bekannt als Chilcotin Highway oder Alexander MacKenzie Highway – erschlossen, der nach Williams Lake und zum Highway 97 führt. Zwischen einem Punkt im südwestlichen Bereich des Tweedsmuir Provincial Park und dem Ortsrand von Anahim Lake bestehen etwa 50 bis 60 km des Highways, die über einen steilen, als "The Hill" bezeichnete Anstieg und den 1524 m hohen Heckman Pass führen, nur aus einer Schotterpiste.
Vom etwa 11 Kilometer nordwestlich, bei Hagensborg, gelegenen Flughafen (IATA-Code: QBC, ICAO-Code:CYBD), der über eine 1.280 Meter lange Start- und Landebahn verfügt, werden Linienflüge nach Vancouver und Anahim Lake angeboten.
Während der Sommermonate Juni bis September bietet BC Ferries einen Fährservice nach Port Hardy im Norden von Vancouver Island an. Ganzjährig werden Fahrten nach Bella Bella (auf Campbell Island), Shearwater (auf Denny Island), Klemtu (auf Swindle Island) und Ocean Falls angeboten, die eine Anbindung an die Fähre zwischen Port Hardy und Prince Rupert ermöglichen.
Der öffentliche Personennahverkehr wird örtlich und regional im Bella Coola Valley durch das „Bella Coola Transit System“ angeboten, welches von BC Transit betrieben wird.

## Tourismus
Touristisch ist der Ort Ausgangspunkt für Besuche im Tweedsmuir Provincial Park mit den Hunlen Falls oder dem Sir Alexander Mackenzie Provincial Park.